# Ленонов зид
Ленонов зид (чеш. Lennonova zeď) се налази у Прагу, у централном делу града, тачније у делу Мала Страна. 
Име је добио по Џону Ленону, који је постао симбол хипи генерације после своје смрти у децембру 1980. године. У то време је на зид, где су се још неколико година појављивале различите песме многих људи, смештен привремени споменик преминулом музичару. Касније су се појавили чак и графити који су подржавали Ленона и слободан начин живота. Комунистички режим је био веома забринут због тога и покушао је да на сваки начин заустави свако ново писање порука на зиду. Чешки полицајци су га често фарбали у бело или сиво. Међутим, одмах након тога многи људи су поново писали нове поруке на зиду.
Данас је Ленонов зид један од симбола прашке хипи заједнице који посећују многобројни страни туристи.